# 557 Polowy Oddział Kozacki
557 Polowy Oddział Kozacki (niem. Kosaken Feld Abteilung 557) – oddział wojskowy Wehrmachtu złożony z Kozaków podczas II wojny światowej
W lipcu 1942 r. w obozie zbiorczym dla Kozaków w Sławucie na Ukrainie został sformowany 3 Doński Pułk Kozacki. Od września tego roku pełnił zadania ochronne w rejonie miasta Sarny. W styczniu 1943 r. został przemianowany na 557 Polowy Oddział Kozacki. Podporządkowano go Grupie Armii "B". W maju tego roku przeniesiono go do Mławy, gdzie wszedł w skład 1 Pułku Kawalerii Kozaków dońskich nowo formowanej 1 Kozackiej Dywizji Kawalerii.